# Aneby gård
Aneby gård, ligger strax söder om Aneby på Småländska höglandet. 
Vid Aneby gård finns ett gravfält som användes under den äldre järnåldern av invånare på en närliggande gård. Gravfältet består av:
- 9 synliga gravar
- 4 gravhögar
- 4 flata stensättningar
- 1 domarring

Gravarna är inte undersökta av arkeologer, men deras form visar att de byggdes under de första århundradena enligt vår 
tideräkning.
Gravarna är uppförda över resterna av likbålet. Under järnåldern var det vanligt att de döda brändes på bål tillsammans med personliga tillhörigheter, offrade djur och andra gravgåvor. De brända benen lades sedan i ett kärl och begravdes. Över detta reste man sedan gravmonumentet.
Ursprungligen var gravfältet större, men den nordvästra delen har förstörts av ett grustag. En av gravhögarna har en liten grop i toppen. Det är spår efter hoppfulla skattsökare som inte har dragit sig för gravplundring.
Mellan gravfältet och den nutida vägen har man funnit resterna av en gammal ridväg som har formen av ett dike. Vägen skapades av hästar och vandrare som passerade gravfältet och nötte ner marken till en djup fåra. Hålvägen är svår att datera, men troligtvis är den från samma period vår tideräkning som gravfältet.